# أمير سيف (قيلاب)
امیر سیف (بالفارسية: امیرسیف) هي منطقة سكنية تقع في قسم قيلاب الريفي، بمقاطعة أنديمشك التابعة لمحافظة خوزستان، إيران. يقدر عدد سكانها بـ 89 نسمة حسب الإحصاء السكاني الذي تمّ في عام 2006.